# Ixtlahuaca de Cuauhtémoc
Ixtlahuaca de Cuauhtémoc är en småstad i kommunen Temascalapa i delstaten Mexiko i Mexiko. Samhället hade 3 829 invånare vid folkräkningen 2020. J

## Etymologi
Ixtlahuaca betyder platt mark eller slätt i en dal på nahuatl, namnet kan tolkas därmed som Cuauhtémocs slätt.

## Samhälle
Järnvägen mellan Mexico City och Pachuca de Soto passerar staden. I Ixtlahuaca de Cuauhtémoc finns en basebollarena. Ixtlahuaca de Cuauhtémoc har fem skolor, två förskolor, två lågstadier och två sekundärutbildning (12-15 år). Staden har två större katolska kyrkor. Iglesia de San Mateo Apóstol konstruerad under sent 1600-tal samt Capilla de la Santa Cruz, uppförd år 1586.